# Andreas Kerner
Andreas Kerner (Frankfurt an der Oder, 1988. szeptember 5. –) német labdarúgó, aki jelenleg klub nélküli.

## Statisztika
| Klub             | Szezon   | Bajnokság | Bajnokság | Kupa  | Kupa | Nemzetközi | Nemzetközi | Összesen | Összesen |
| Klub             | Szezon   | Mérk.     | Gól       | Mérk. | Gól  | Mérk.      | Gól        | Mérk.    | Gól      |
| ---------------- | -------- | --------- | --------- | ----- | ---- | ---------- | ---------- | -------- | -------- |
| Hansa Rostock II | 2007-08  | 6         | 0         | -     | -    | -          | -          | 6        | 0        |
| Hansa Rostock II | 2008-09  | 20        | 0         | -     | -    | -          | -          | 20       | 0        |
| Hansa Rostock II | 2009-10  | 24        | 0         | -     | -    | -          | -          | 24       | 0        |
| Hansa Rostock II | 2010-11  | 14        | 0         | -     | -    | -          | -          | 14       | 0        |
| Összesen         | Összesen | 64        | 0         | 0     | 0    | 0          | 0          | 64       | 0        |